# Dendrobium cancroides
Dendrobium cancroides là một loài thực vật có hoa trong họ Lan. Loài này được T.E.Hunt mô tả khoa học đầu tiên năm 1947.